# 塞利謝 (蘇梅區)
50°30′16″N 34°21′51″E / 50.50444°N 34.36417°E
塞利谢（羅馬化：Selyshche）是位於烏克蘭北部蘇梅州蘇梅區萊貝丁市鎮的村莊。該村分別距離巴拉巴希夫卡5公里和博布里克11公里，海拔高度108米，2001年人口113。